# Orthotrichum aequatoreum
Orthotrichum aequatoreum är en bladmossart som beskrevs av Mitten 1869. Orthotrichum aequatoreum ingår i släktet hättemossor, och familjen Orthotrichaceae. Inga underarter finns listade i Catalogue of Life.